# Континентальна армія

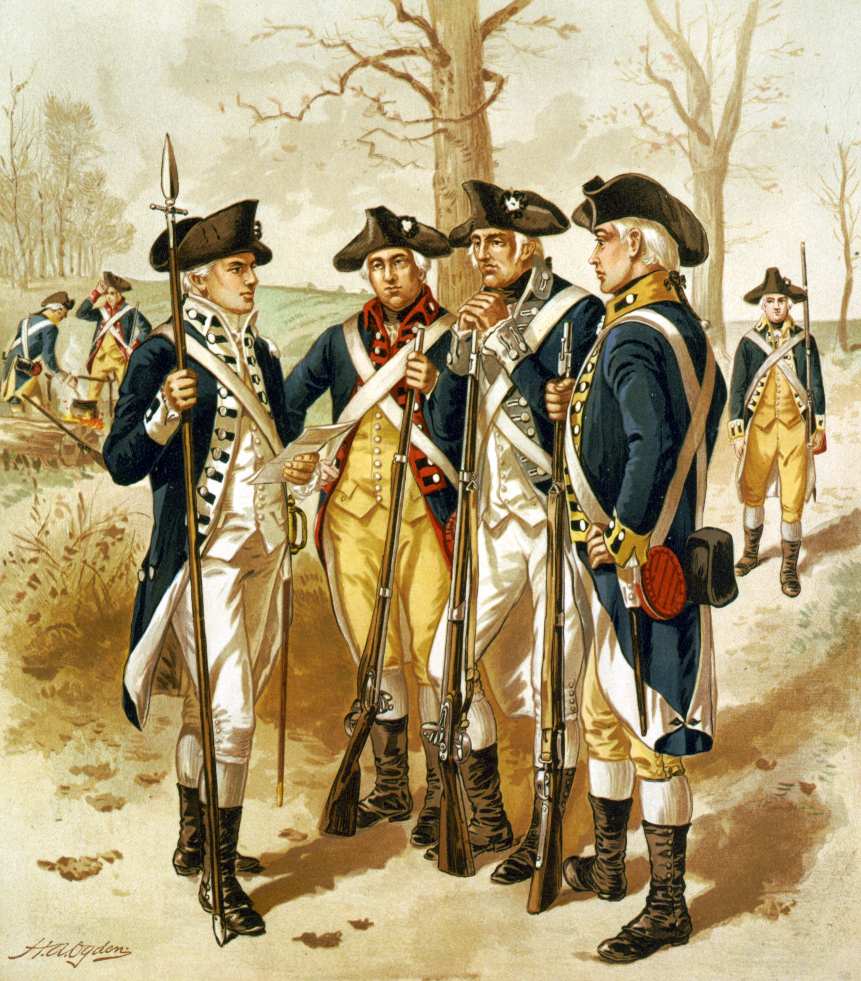
Піхота Континентальної армії

Континентальна армія — ополчення американських колоністів, які брали активну участь у Війні за незалежність США. Створена за рішенням Континентального Конгресу 14 червня 1775, як об'єднана армія від представників всіх північноамериканських штатів на чолі з генералом Джорджем Вашингтоном з метою боротьби з армією Великої Британії. Беззмінним головою Континентальної армії був генерал Джордж Вашингтон. За всю історію втрати Континентальної армії склали 6.8 тисяч бійців. Крім британських королівських військ противниками Континентальної армії були також індіанці та німецькі найманці. Начальником штабу Континентальної армії деякий час був маркіз Лафаєтт.
Розпущена в 1783 році після укладення Паризького мирного договору, котрий закінчив американську війну за незалежність. Вцілілі підрозділи були згодом використані при формуванні Армії Сполучених Штатів.

## Історія

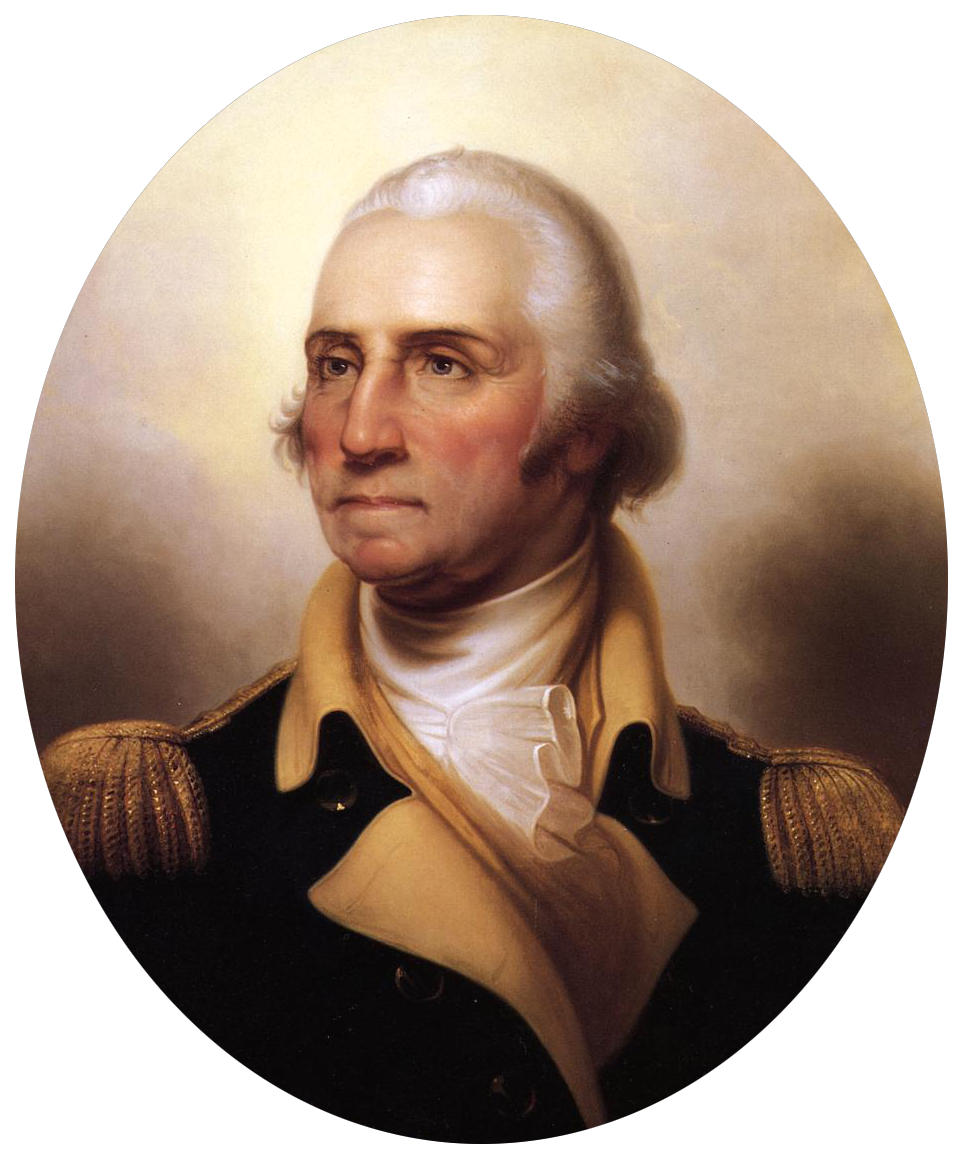
Генерал Джордж Вашингтон був призначений Верховним головнокомандувачем Континентальної армії 15 червня 1775 p.

Континентальна армія набиралась з громадян, їх служба оплачувалася. На першому етапі терміни служби були короткими, так як Конгрес побоювався перетворення ополчення в постійну армію. Починаючи з зими 1776—1777 року стандартні строки були збільшені від 1 до 3 років. Загальна чисельність Континентальної армії ніколи не перевищувала 17 тис. осіб.
У 1775 році Джордж Вашингтон організував три дивізії Континентальної армії, крім того, десять полків під командуванням генерал-майора Філіпа Шуйлера здійснили невдале вторгнення в Канаду.
У 1776 році терміни служби багатьох солдатів вже минули, і почалася реорганізація війська.
У 1777—1780 Континентальній армії довелося зіткнутися із значними силами британців. Чисельність була визначена в 88 батальйонів, головнокомандувач Джордж Вашингтон отримав повноваження набрати додатково 16 батальйонів. Терміни служби були збільшені до трьох років, або «до закінчення війни».
Джордж Вашингтон вибрав спочатку тактику Фабіана, відомого давньоримського стратега. Він став використовувати тактику постійного вимотування противника, наносячи йому несподівані і стрімкі удари по найменш захищених місцях, і тут же зникаючи зі своїми військами.
Здобувши рішучу перемогу в битві при Йорктауні, та отримавши підтримку з боку Франції, Іспанії і Голландії армія Вашингтона стала поступово схиляти вагу терезів на свій бік, що врешті-решт призвело до укладання Версальського мирного договору 1783 і визнання незалежності Сполучених Штатів Америки. Після закінчення війни Континентальна Армія була швидко розпущена, в першу чергу через небажання американців, які завоювали незалежність, залишатися в рядах збройних сил. Але наявна міліція не відповідала всім вимогам молодої держави і постійні війни з племенами індіанців змусили ухвалити рішення про створення постійної армії — Легіону Сполучених Штатів, який був заснований в 1791.

## Демобілізація
3 червня 1784 Конгрес ухвалив рішення про створення Армії США. Невеликі сили були залишені у Вест-Пойнті і декількох прикордонних аванпостах, основні сили Континентальної армії були розпущені.
Перехід до армії мирного часу почався в квітні 1783 за запитом комітету конгресу під головуванням Олександра Гамільтона. 2 травня головнокомандуючий обговорив це питання з вищими офіцерами.
За пропозицією Вашингтона, були утворені чотири основні компоненти збройних сил: невелика регулярна армія, одноманітно навчене і організоване ополчення, система арсеналів і військова академія для навчання артилеристів і військових інженерів. Він запитував чотири полки, кожен на окремий сектор кордону, і один артилерійський полк.
2 листопада 1783 Джордж Вашингтон видав Прощальний наказ по армії, опублікований в газетах Філадельфії. 14 січня 1784 Конгрес ратифікував Паризький договір від 3 вересня 1783, закінчивши тим самим війну за незалежність.
Пропозиції Джорджа Вашингтона по організації армії мирного часу були відхилені. Помірні делегати запропонували встановити чисельність армії в 900 осіб у складі трьох піхотних батальйонів і одного артилерійського. Однак і ця пропозиція була відхилена через розбіжності штатів Нью-Йорк і Массачусетс.
2 червня Конгрес наказав розпустити армію в повному складі, за винятком 25 осіб у Форт Піт, і 55 у Вест-Пойнті. Наступного дня був прийнятий компроміс.